# Karl Voll

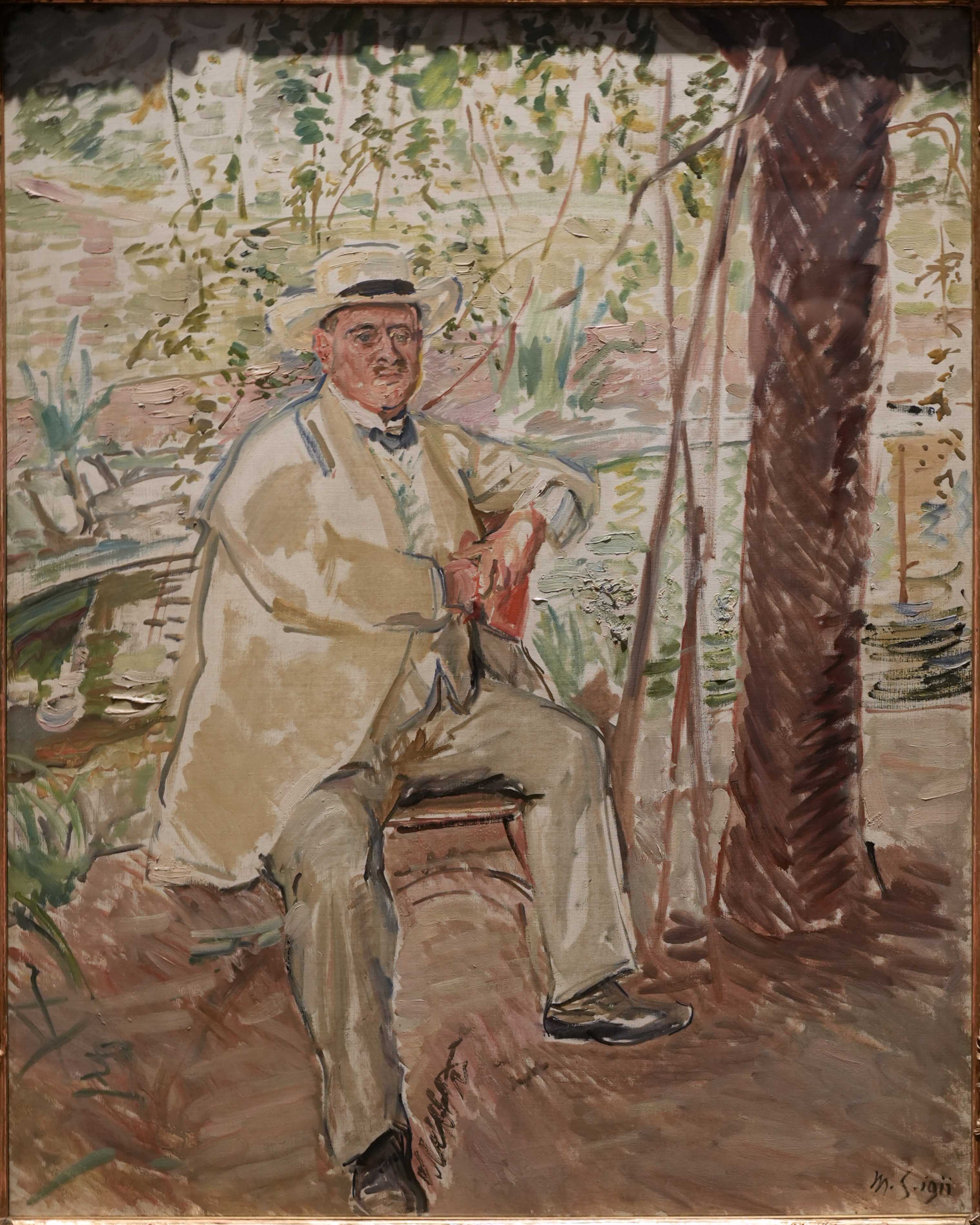
Karl Voll, gemalt von Max Slevogt, 1911

Karl Voll (* 18. Juli 1867  in Würzburg; † 25. Dezember 1917 in München) war ein deutscher Kunsthistoriker.

## Leben und Wirken
Karl Voll studierte zunächst Romanistik und Anglistik an der Universität München und war ab 1889 als Lehrer an einer Privatschule in Weyarn tätig, von 1892 bis 1896 an der Realschule in Freising. Daneben beschäftigte er sich mit Kunstgeschichte und wurde Kunstkritiker für die Allgemeine Zeitung, ab 1896 arbeitete er ganz für die Zeitung. 1896 wurde er in München in Romanistik promoviert und im Jahr 1900 habilitierte er in Kunstgeschichte an der Universität München. 
Daraufhin wurde er zunächst Assistent an der Graphischen Sammlung und dann 1901 Konservator an der Alten Pinakothek. 1905 wurde er Honorarprofessor für Kunstgeschichte an der Universität München und 1907 ordentlicher Professor für Kunstgeschichte an der Technischen Hochschule München. Zu seinen Schülern zählten u. a. Julius Baum, Heinz Braune und Wilhelm Hausenstein. Er unterrichtete zudem von 1905 bis 1912 Kunstgeschichte an der Damenakademie des Münchner Künstlerinnenvereins.
Sein Spezialgebiet war die niederländische Malerei des Renaissance und des Barock.

## Schriften (Auswahl)
- Das Personal- und Relativpronomen in den „Balades de Moralitez“ des Eustache Deschamps. Freising 1896 (= Dissertation, Digitalisat).
- Die Meisterwerke der königl. Gemäldegalerie zu Cassel. F. Hanfstaengl, München 1904
- Vergleichende Gemäldestudien. G. Müller, München 1908
- Memling: des Meisters Gemälde in 197 Abbildungen. Deutsche Verlags-Anstalt, Stuttgart 1909.
- Entwicklungsgeschichte der Malerei in Einzeldarstellungen. 3 Bände, Insel, Leipzig 1912–1915.
- Frankreichs klassische Zeichner im XIX. Jahrhundert. Holbein, München, 1914
- mit Wilhelm Reinhold Valentiner: Frans Hals: des Meisters Gemälde in 318 Abbildungen. Deutsche Verlags-Anstalt, Stuttgart 1921.